# 細川立孝
細川 立孝（ほそかわ たつたか）は、江戸時代前期の武将。官位は従五位下・中務大輔。

## 生涯
細川忠興の四男（庶子）として誕生した。はじめ僧籍に入り、立充（りゅういん）と名乗った。
晩年の父忠興に溺愛され、兄忠利が熊本藩に移封されると、寛永9年12月（1633年）に隠居の父忠興と共に八代城に入城した。忠興は北の丸に、立孝は本丸に住した。また、還俗して立孝（たつたか、「孝」は祖父・藤孝の1字）と名乗る。寛永11年12月（1635年）、五条為適の娘・鶴と八代にて婚儀を執り行う。寛永15年（1638年）1月4日に島原の乱に出陣する。寛永16年（1639年）、将軍に拝謁後、還俗した。忠興は自分の隠居料の八代7万石を立孝に与えようとしていたが、正保2年（1645年）に江戸表で没し、同年に後を追うように忠興も没した。翌年、遺児・宮松（行孝）を宇土に移し、立孝の内分領の宇土3万石が与えられ、宇土藩が立藩した。
兄の忠利の子孫である肥後細川家の嫡流は細川治年で途絶え、立孝の子孫が宇土藩から熊本藩に入って本家を継いだため、熊本藩9代藩主細川斉茲から現在の当主細川護熙（元首相）までの歴代当主は立孝の子孫である。

## 系譜
- 父：細川忠興（1563年 - 1646年）
- 母：幾知 - 吉、圓通院、清田鎮乗（清田鎮忠の婿養子）の娘
- 正室：鶴 - 恵照院、五条為適の娘
- 側室：慈広院 - 布施野氏
  - 長男：細川行孝（1637年 - 1690年）
- 側室：斎藤氏
- 生母不明の子女
  - 男子：亀松
  - 女子：大炊御門経光正室